# Till Backhaus

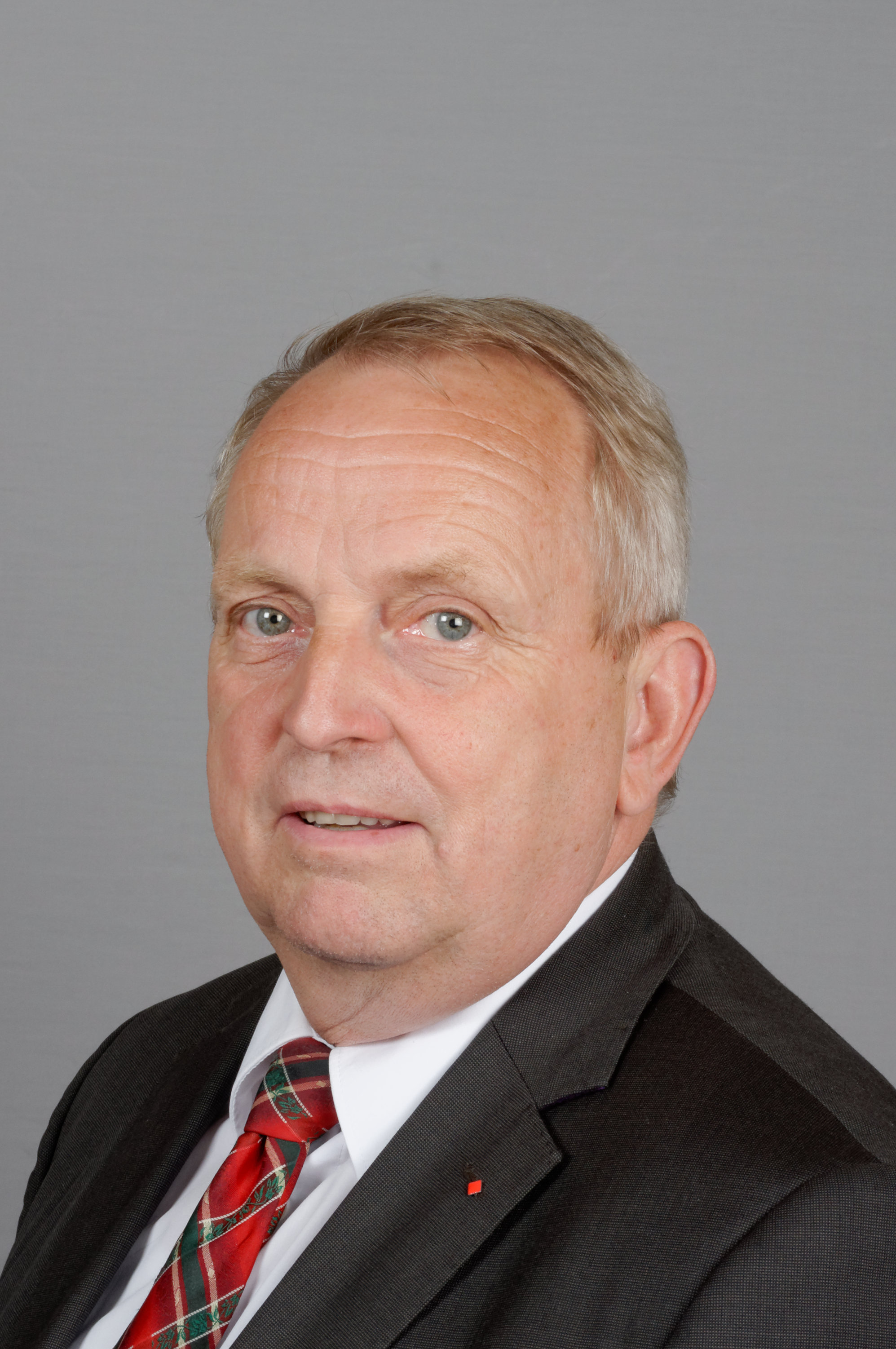
Till Backhaus (2017)

Till Backhaus (* 13. März 1959 in Neuhaus (Elbe)) ist ein deutscher Politiker (SPD). Er ist seit 1990 Mitglied des Landtages von Mecklenburg-Vorpommern. Seit November 1998 ist er Landwirtschaftsminister des Landes Mecklenburg-Vorpommern. Derzeit leitet er das Ministerium für Klimaschutz, Landwirtschaft, ländliche Räume und Umwelt. Till Backhaus ist der in Deutschland am längsten amtierende Minister.

## Biografie

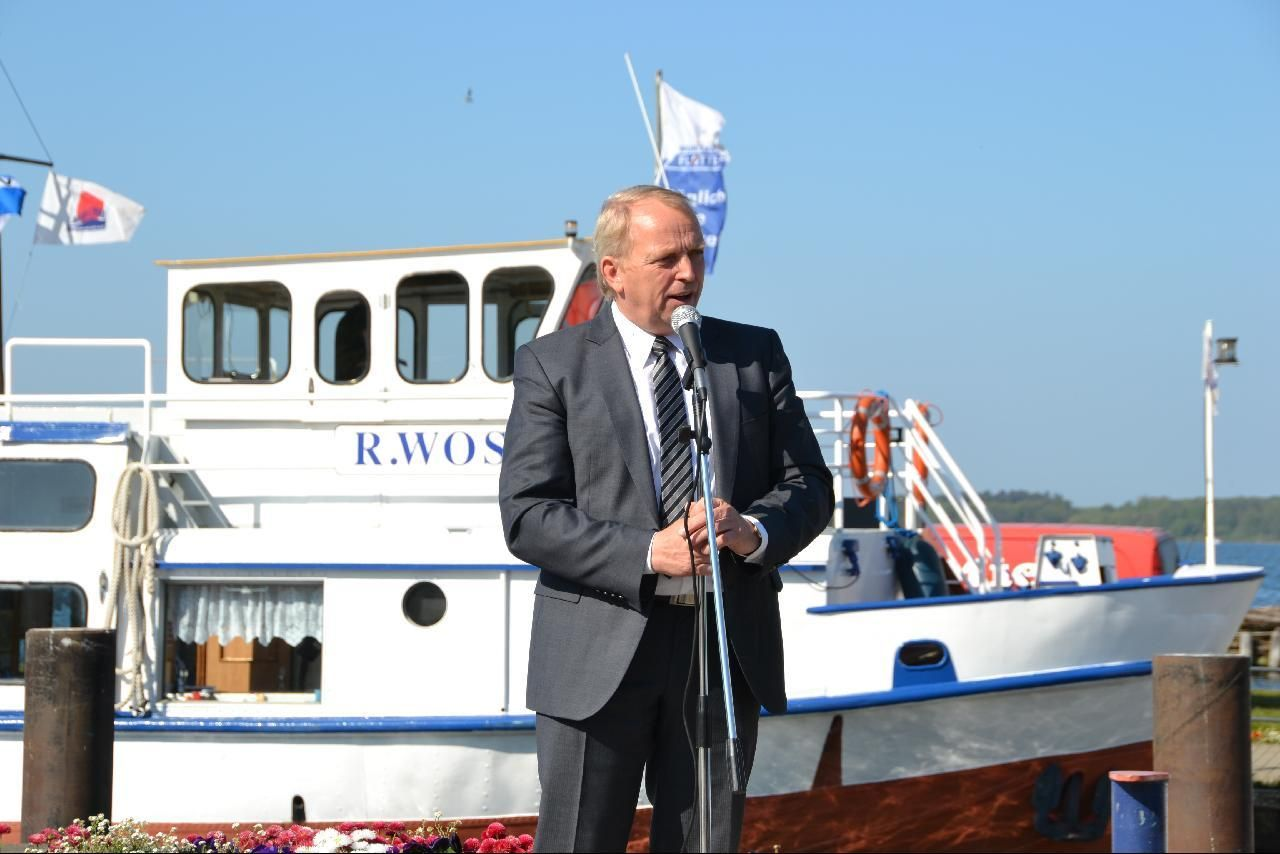
Till Backhaus, 2011

Backhaus leistete nach dem Abitur mit Berufsabschluss Agrotechniker/Mechanisator 1978 in Pritzier-Schwechow bis 1980 seinen Wehrdienst bei der NVA ab und absolvierte anschließend ein Studium des Agraringenieurwesens an der Universität Rostock, das er 1985 als Diplom-Agraringenieur der Fachrichtung Pflanzenproduktion beendete. Anschließend war er in der LPG (P) Neuhaus und danach als Abteilungsleiter in der LPG (P) Lübtheen tätig. 2001 erfolgte seine Promotion zum Dr. rer. agr. an der Humboldt-Universität zu Berlin mit der Arbeit Betrachtungen zur Getreideproduktion in Mecklenburg-Vorpommern zwischen 1900 und 2000.
Backhaus ist verheiratet. Er hat drei Kinder und zwei Enkel.

### Politik

#### Partei

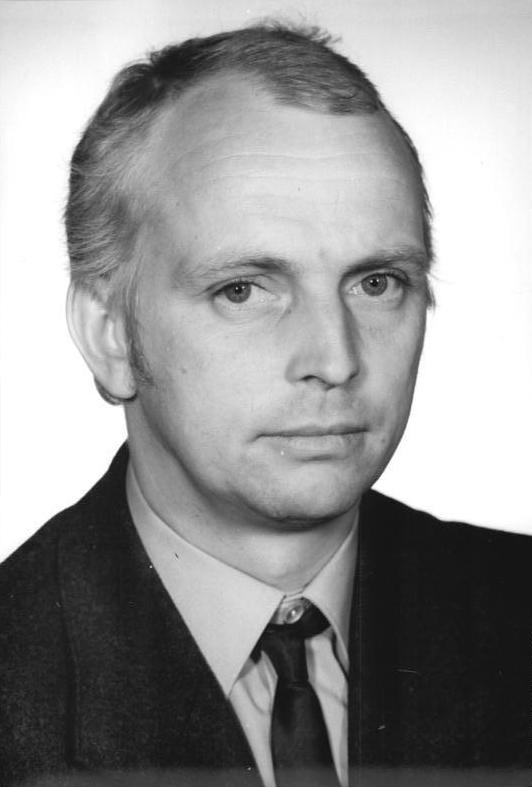
Till Backhaus, 1990

1989 zählte Backhaus zu den Mitbegründern der Sozialdemokratischen Partei in der DDR in der Gemeinde Amt Neuhaus/Elbe, die seit dem 30. Juni 1993 aber wieder zum Landkreis Lüneburg und damit zu Niedersachsen gehört. Von 1991 bis 1994 war er Vorsitzender des SPD-Kreisverbandes Hagenow und von 1994 bis 2003 des SPD-Kreisverbandes Hagenow-Ludwigslust.
Von 2003 bis 2007 war er Vorsitzender des SPD-Landesverbandes Mecklenburg-Vorpommern. Von 2005 bis 2007 gehörte Backhaus dem SPD-Parteivorstand an. Er ist zudem einer der Leiter des Gesprächskreises Verbraucher, Ernährung & Landwirtschaft des SPD-Parteivorstandes.

#### Abgeordneter
Von März bis Oktober 1990 gehörte Backhaus der ersten frei gewählten Volkskammer der DDR an.
Seit 1990 ist er Mitglied des Landtages von Mecklenburg-Vorpommern. Er wurde bei der Landtagswahl in Mecklenburg-Vorpommern 1990 über die Landesliste und ab 1994 immer im Landtagswahlkreis Ludwigslust I direkt gewählt. Im Landtag war er von 1992 bis 1998 Vorsitzender des Ausschusses für Landwirtschaft bzw. ab 1994 des Ausschusses für Landwirtschaft und Naturschutz.
Von 2004 bis 2006 war Backhaus Mitglied des Kreistages des Landkreises Ludwigslust.

### Öffentliche Ämter
Nach der Landtagswahl 1998 wurde Backhaus am 3. November 1998 als Minister für Ernährung, Landwirtschaft, Forsten und Fischerei in die von Ministerpräsident Harald Ringstorff geführte Landesregierung von Mecklenburg-Vorpommern berufen. Am 7. November 2006 wurde er zum Minister für Landwirtschaft, Umwelt und Verbraucherschutz, am 1. November 2016 zum Minister für Landwirtschaft und Umwelt und am 15. November 2021 zum Minister für Klimaschutz, Landwirtschaft, ländliche Räume und Umwelt ernannt. Backhaus’ Ressort hatte 1999 mit dem Wort Rindfleischetikettierungsüberwachungsaufgabenübertragungsgesetz das zu dieser Zeit mit 63 Buchstaben längste gültige und gebräuchliche zusammengesetzte Hauptwort der deutschen Sprache geschaffen.
Backhaus ist der dienstälteste Landesminister in Deutschland.

### Weitere Ämter
Backhaus war vom Januar 2008 bis Dezember 2009 Mitglied des Verwaltungsrats der Landwirtschaftlichen Rentenbank. Er ist Aufsichtsratsvorsitzender der Landgesellschaft Mecklenburg-Vorpommern mbH (LGMV).

### Kritik

#### Promotionsarbeit
Die Umstände der Entstehung seiner Promotionsarbeit wurden kritisiert, weil sein Doktorvater Norbert Makowski in den Jahren 2000 und 2001 als Berater einer Backhaus’ Ministerium nachgeordneten Organisation tätig war, der Landwirtschaftlichen Beratungsgesellschaft Mecklenburg-Vorpommern/Schleswig-Holstein. Im Februar 2016 kam durch zahlreiche Medienberichte die Debatte um diese Arbeit, verbunden mit Plagiatsvorwürfen, erneut auf. Backhaus wies die Beschuldigungen im Wesentlichen zurück, räumte aber „kleinere Defizite“ ein.

#### Schmähungen gegen Ricarda Lang
Im September 2022 sagte er in Anspielung auf die Grünen-Parteivorsitzende Ricarda Lang, früher seien Dick und Doof noch zwei Personen gewesen, was auf große Kritik stieß. Anschließend erklärte er, er habe „Formulierungen genutzt, die möglicherweise missverstanden werden konnten“.

## Kabinette
- Kabinett Ringstorff I, 1998–2002, Minister für Ernährung, Landwirtschaft, Forsten und Fischerei
- Kabinett Ringstorff II, 2002–2006, Minister für Ernährung, Landwirtschaft, Forsten und Fischerei
- Kabinett Ringstorff III, 2006–2008, Minister für Landwirtschaft, Umwelt und Verbraucherschutz
- Kabinett Sellering I, 2008–2011, Minister für Landwirtschaft, Umwelt und Verbraucherschutz
- Kabinett Sellering II, 2011–2016, Minister für Landwirtschaft, Umwelt und Verbraucherschutz
- Kabinett Sellering III, 2016–2017, Minister für Landwirtschaft und Umwelt
- Kabinett Schwesig I, 2017–2021, Minister für Landwirtschaft und Umwelt
- Kabinett Schwesig II, seit 2021, Minister für Klimaschutz, Landwirtschaft, ländliche Räume und Umwelt

## Publikationen
- Betrachtungen zur Getreideproduktion in Mecklenburg-Vorpommern zwischen 1900 und 2000. Berlin, Humboldt-Univ., Diss., 2001

Digitalisat (PDF; 1,5 MB)